# Tiphia koreana
Tiphia koreana (лат.) — вид ос рода Tiphia из семейства Tiphiidae (Hymenoptera). Корея (Keikido, Chosen).

## Описание
Жалящие перепончатокрылые. Длина тела около 5 мм. Основная окраска тела чёрная. Этот вид может быть распознан по следующей комбинации признаков: коричневые волоски на тергитах T3—T5 плотные и видны из любого положения; клипеус с сильно выпуклыми боковыми краями; 3-й членик антенны отчётливее длиннее своей ширины; субпостериальная бороздка на тергите Т1 без ряда мелких пунктур; тергиты T3—T5 с прямыми короткими коричневыми волосками, перемежающимися с прямыми длинными беловатыми волосками. Передний киль переднеспинки полный и сильный; первый тергит спереди без поперечного киля. Усики самок 12-члениковые. Мезоскутум с передней медиальной бороздкой и нотаулусом. Личинки предположительно, как и близкие виды, паразитируют на пластинчатоусых жуках (Scarabaeidae). Вид был впервые описан в 1927 году американским энтомологом Сивертом Алленом Ровером (Sievert Allen Rohwer; 1887—1951), а его валидный статус подтверждён в ходе ревизии, проведённой в 2021 году китайскими энтомологами Qian Han, Bin Chen и Ting-Jing Li (Chongqing Normal University, Чунцин, Китай). Включён в состав подрода Jaynesia.